# Dasiops vibrissifer
Dasiops vibrissifer är en tvåvingeart som först beskrevs av Lamb 1912.  Dasiops vibrissifer ingår i släktet Dasiops och familjen stjärtflugor.
Artens utbredningsområde är Seychellerna. Inga underarter finns listade i Catalogue of Life.